# Hyperbolische navigatie

Hyperbolische navigatie

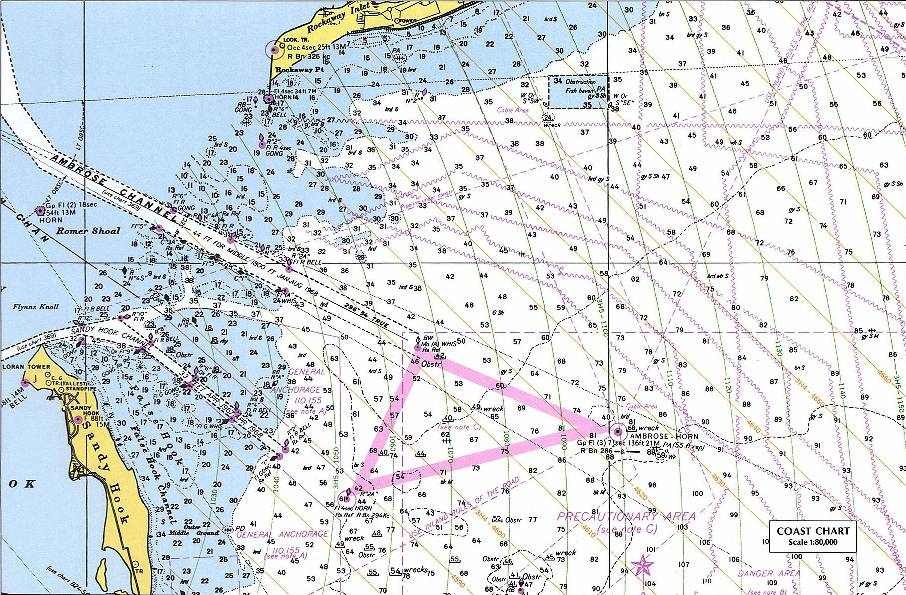
Zeekaart van New York met LORAN-positielijnen

Hyperbolische navigatie is een vorm van radionavigatie waarbij positielijnen worden verkregen aan de hand van het afstandsverschil tussen bekende posities. Het is veel door de scheepvaardij gebruikt om mee te navigeren
Als de afstanden tot twee punten bekend is, dan bevindt men zich op de snijpunten van de cirkels rond die twee punten waarvan de radius overeenkomt met de betreffende afstanden in het tweedimensionale geval. In het driedimensionale geval is er sprake van een snijcirkel van twee bollen. Dit is het principe van trilateratie.
Om de afstand te weten, moet het tijdsverschil tussen uitzending en ontvangst bekend zijn, maar daar is een tijdsynchronisatie voor nodig, die niet gemakkelijk te realiseren. Het tijdsverschil of het faseverschil tussen de ontvangst van twee verschillende signalen, die tegelijk zijn uitgezonden, is wel eenvoudig te bepalen. Als de zenders gesynchroniseerd een signaal uitzenden, dan is het tijdsverschil te herleiden naar een afstandsverschil. Dit is multilateratie.
Een hyperbool is de lijn waar het verschil van de afstanden tot twee gekozen punten, de brandpunten, een constante waarde heeft. De grafiek van een hyperbool bestaat altijd uit twee componenten. Door een derde zender toe te voegen, kan het snijpunt tussen de hyperbolen worden bepaald en is de positie van de ontvanger bekend. Voor het geval de zenders op het aardoppervlak staan is de horizontale positie met meer zenders beter dan de verticale positie te bepalen.
Voorbeelden:
- Gee
- Omega
- DECCA
- LORAN

Satellietnavigatie werd met de komst van kunstmatige satellieten mogelijk en daarmee een nauwkeuriger plaatsbepaling dan met de hyperbolische navigatie. Transit was het eerste systeem voor satellietnavigatie.

## Zeekaarten
Hyperbolische plaatsbepalingssystemen als DECCA en LORAN maken gebruik van meer zendstations. Waar modernere ontvangers een geografische positie kunnen afleiden, geeft oudere apparatuur aan op welke positielijnen men zich bevindt. Door verschillende positielijnen te combineren, kan de positie worden bepaald. Voor dit doel waren er zeekaarten die van een patroon van DECCA- en LORAN-lijnen waren voorzien, maar deze aparte kaarten komen zelden meer voor. Er bestonden in het verleden kaarten voor het Omega-systeem.